# Trške pravice
Trške pravice (ali tržne pravice) so bile v srednjem veku pravice ne le do letnega sejma temveč še do tedenskih sejmov in do pečata, ne pa tudi do obzidja. Posamezne omembe trgov (latinsko forum, mercatum, nemško Markt) na Slovenskem sicer segajo v zgodnji srednji vek, vendar beseda trg takrat še ni imela povsem izoblikovanega pomena. Trgi v pravem pomenu besede so začeli nastajati predvsem v 12. stoletju. Zdi pa se, da nekako do leta 1200 še niso dosledneje razlikovali med trgom in mestom. To se je zgodilo šele v 13. stoletju, vendar popolnoma jasnih meril za razlikovanje mesta in trga pravzaprav ni. Prebivalci trgov so bili osebno svobodni. 
Trške pravice je podeljeval deželni vladar ali zemljiški gospod zaradi pomembne trgovske lege. Tržni gospod je lahko pobriar  tržnino in mitnino. Večina trgov je kasneje prerasla v mesta. 